# Lindenmayer Arisztid
Lindenmayer Arisztid vagy Aristid Lindenmayer (Budapest, 1925. november 17. – Huis ter Heide (Utrecht), Hollandia, 1989. október 30.) biológus. 1968-ban kifejlesztett egyfajta formális nyelvet, amelyet ma L-rendszereknek vagy Lindenmayer Systemsnek neveznek. Ezen rendszerek használatával Lindenmayer modellezte a növények sejtjeinek viselkedését. Az L-rendszereket ma is alkalmazzák növények modellezésére.